# هيلدا بوروين
هيلدا بوروين (هيلدغارد بوركهارت عند الولادة: 16 سبتمبر 1919 – 29 مارس 2010) هي صحفية ألمانية امتلكت موهبة استثنائية في علم اللغة وذاكرة قوية غير مألوفة.
جُندت في الشرطة الأمنية الألمانية في أكتوبر 1939. عملت في البداية «كاتبة بريد» للأجهزة الأمنية ولكنها نُقلت إلى برلين في يوليو 1940 حيث أصبحت مترجمة إيطالية. في يوليو 1942، أٌرسلت إلى روما حيث عملت في العديد من الوظائف الظاهرية، إما سكرتيرة أو مترجمة. بين سبتمبر 1943 ويوليو 1944، كان لها دور بارز في «عملية تشانو». عقب هزيمة ألمانيا النازية، استفادت أجهزة المخابرات الأمريكية من خدماتها وما جمعته من معلومات استخباراتية خلال فترة الحرب. حصلت المخابرات الأميركية كذلك على معلومات استخبارية إضافية قيمة لأنها أخذت نسخًا إضافية -دون علم المخابرات الألمانية- والتي احتوت على أكثر من 700 ورقة ترجمتها من وثائق إيطالية المصدر إلى اللغة الألمانية خلال الأشهر الأخيرة من الحرب. فرزت هيلدا تلك الوثائق ورتبتها بتسلسل، ودفنتها في علبة كبيرة مُغلقة بعناية أسفل قطعة أرض مزروعة بالفراولة بجانب شجرة تفاح في حديقة منزل العائلة حيث ما زالت والدتها الأرملة تعيش.
في عام 1946، جرى توظيفها في الإدارة العسكرية الأمريكية في ألمانيا مترجمة فورية حيث جُندت للعمل الاستخباراتي. مُنحت هوية جديدة بتاريخ ميلاد جعلها أصغر بعام. أصبح اسمها «هيلدا بلوم» مواليد عام 1920 وجرى تكليفها، تحت الاسم المستعار «غامبيت»، بتحديد العملاء السوفييت العاملين في برلين وكشفهم. مع ذلك، قررت بعد بضع سنوات أنها لا ترغب بالاستمرار في أنشطة التجسس لبقية حياتها. انضمت إلى صحيفة برلين تيليغراف، حيث عملت مراسلة متطوعة في البداية، وسرعان ما جرت ترقيتها لتصبح مراسلة سياسية متميزة. كانت على علاقة عمل جيدة بمستشار ألمانيا الغربية كونراد أديناور. اختار كونراد هيلدا لإجراء الكثير من المقابلات المرتجلة في ردهة مجلس النواب الألماني أو على طاولات العشاء على الرغم من أنه كان يفتتح مناقشاتهم بقوله «السيدة بوروين، أعلم أنك تصوتين للطرف الخاطئ» -إذ كانت هيلدا بوروين من مؤيدي الحزب الاشتراكي الديمقراطي ولم تخف الكشف عن ذلك.
كان لهيلدا العديد من الأسماء، إذ تزوجت مرتين وعملت جاسوسة لفترة من الزمن، ويمكن معرفة هذه الأسماء من خلال مصادر مختلفة.

## حياتها

### أصلها ونشأتها
وُلدت هيلدا، باسم هيلدغارد جيرترود بوركهارت، في أوبرنيسا، وهي قرية صغيرة تبعد القليل من الكيلومترات عن شرق إرفورت التي اعتُبرت آنذاك جنوب وسط ألمانيا. قضت طفولتها المبكرة في أوبرنيسا. انتقلت العائلة لاحقًا إلى منزل بجانب بيلفيديرير آلي في فايمار، على بعد عشرين دقيقة أو نحو ذلك (بالقطار) من شرق إرفورت. ورد في أحد المصادر أن سبب انتقال العائلة هو تسجيل ابنتهم الموهوبة في المدرسة الثانوية (التي كانت للأولاد فقط) والاستفادة من تعدد اللغات التي توفرها المدرسة. عمل والدها، إدوارد بوركهارت، مدرسًا (وضابط طيران سابق في الحرب العالمية الأولى). هيلدا، المولودة في عام 1919، هي أكبر طفلي والديها المسجلين. ولد شقيقها رولف بعدها بعامين. وافق عام 1933، عندما تولى النازيون السلطة، عيد ميلادها الرابع عشر، وهو العام الذي توفي والدها فيه. أكملت دراستها في عام 1937 وذهبت إلى دريسدن لدراسة ما يُعرف بـ «السنة الإلزامية». عملت مربية لأطفال عائلة مادوس الذين كانوا أصحاب شركة أدوية كبرى. بعد عام، ذهبت إلى لايبزيغ للالتحاق بدورة مكثفة للغات والتي جعلتها مؤهلة للعمل مترجمة فورية باللغة الإيطالية بعد ذلك بوقت قصير. كانت تنوي متابعة دراستها في لايبزيغ عامًا إضافيًا والالتحاق بدورة مماثلة في لوزان لتعليم اللغة الفرنسية ولكنها لم تتمكن من ذلك بسبب اندلاع الحرب العالمية الثانية في سبتمبر 1939.

### الاستخبارات الألمانية
في سبتمبر/أكتوبر 1939، جند مكتب التوظيف الحكومي المحلي هيلدا في الشرطة الأمنية الألمانية، وهي وكالة الأمن والاستخبارات التابعة لقوات الأمن الخاصة النازية. أشار المعلقون إلى صحة ادعاء هيلدا بأنها لم تحصل على ترقيتها الأولى داخل أجهزة المخابرات الألمانية إلا بعد أن طرحت المسألة أمام رئيسها. لم تكُن تلك المرة الأخيرة التي أظهرت هيلدا فيها مزيجًا من الإيمان بالنفس والطموح المهني الذي كان من الممكن اعتباره في ذلك الوقت أمرًا غير مرغوب به. أبلغت قائد وحدة الاعتداء (وحدة العاصفة) عن «تمكّنها من التعامل مع اللغات وإجادتها لها ورغبتها في توظيف ذلك واستغلاله». في يوليو 1940، نُقلت من غرفة البريد الإقليمية في فايمار إلى المكتب السادس، الإدارة التي تعاملت مع المخابرات الخارجية السياسية في برلين. انطوى عملها على ترجمة تقارير من عملاء إيطاليين. استعرضت كذلك الصحف الإيطالية والفاتيكانية وقدمت ترجمات لها، ولا سيما «التي تظهر بعض التوجهات المعادية لألمانيا». في هذا الصدد، طُلب منها تنفيذ بعض المهارات التحليلية والأحكام إلى جانب المهام الكتابية والتنظيمية الأساسية المرتبطة عادة بدور السكرتارية.
في يوليو 1941، جرى تعيينها في السفارة الألمانية في روما خلال فترة الحرب، حيث عملت سكرتيرة لجيدو زيمر. كان زيمر عضوًا بارزًا في البعثة الدبلوماسية التابعة للمكتب السادس، وجرى تكليفه بـ «تسوية الوضع الاستخباراتي» في روما. يبدو أنه فشل، واستُدعي إلى برلين في نوفمبر 1941. استُدعيت سكرتيرته هيلدا كذلك واستأنفت عملها في برلين مترجمة للغة الإيطالية. مع ذلك، عادت إلى سفارة روما في يوليو 1942، حيث عملت سكرتيرة لخليفة زيمر، هيلموت لوس. استُدعي لوس كذلك إلى برلين، إذ أُرسل للعمل على الجبهة الروسية، بعد أن قضى وقتًا قصيرًا نسبيًا في روما. بعد انتهاء الحرب، استُدعيت هيلدا، التي عُرفت آنذاك باسم هيلدغارد بيتز لتجميع وصف مفصل لعملها لأجهزة المخابرات الألمانية. بحلول ذلك الوقت، أصبحت هيلدا متمكنة من اللغة الإنجليزية ومتقنة لها على نحو استثنائي. فشلت في ذكر بعض الأمور بلا شك، لكن المعلومات التي ذكرتها كانت دقيقة كما وصفها ضباط المخابرات الأمريكية الذين قرأوا «سيرتها الذاتية». كتبت أن رئيسها، هيلموت لوس، «ببساطة لم يكن مهتمًا بالعمل، وبالتالي، وقع جميع العمل على عاتقها». لم يُستبدل لوس في روما، فلم يجر إعادة هيلدا هذه المرة إلى برلين. بقيت في روما، حيث قامت بأعمال «المكتب السادس»، وعملت رسميًا سكرتيرة لملحق الشرطة، هربرت كابلر. ذكرت في تقريرها إلى الأمريكيين «عملت بمفردي حتى أغسطس 1943».
في يونيو 1943، تزوجت بضابط الأركان العام جيرهارد بيتز. في أغسطس 1943، وتزامنًا مع اقتراب قوات الحلفاء من روما واعتقال موسوليني، جرى إجلاء جميع موظفي الحكومة الألمانية من روما. عادت هيلدا بيتز إلى برلين للعمل مع فيلهلم هوتل، رئيس المكتب السادس المُعيّن حديثًا.

### تشانو
بين سبتمبر 1943 ويوليو 1944، اضطلعت هيلدا بدور بارز فيما يُعرف باسم «عملية تشانو». غالياتس تشانو هو صهر بينيتو موسوليني. عمل تشانو وزيرًا للخارجية واستمرت فترة خدمته من يونيو 1936 إلى أن أقاله موسوليني في 5 فبراير 1943. في أعقاب تصويت المجلس الأعلى في 24 يوليو 1943 الذي انضم فيه تشانو إلى الأغلبية وعارض والد زوجته، وصوت لدعوة الملك فيكتور إيمانويل الثالث إلى «استئناف سلطاته الدستورية الكاملة»، وما أعقب ذلك من الاستيلاء السياسي الذي نفذه الجنرال بيترو بادوليو، تعرض تشانو إلى هجوم صحفي، وحُرم من جواز سفره، وبقي قيد الإقامة الجبرية الفعلية في منزله في إيطاليا. خشي تشانو على سلامته الشخصية وسلامة أسرته. في 27 أغسطس 1943، رتبت المخابرات الألمانية عملية نقل تشانو وعائلته إلى مطار تشامبينو دون علم الشرطة الإيطالية. ركب تشانو في سيارة بينما اصطُحبت زوجته إيدا وأطفالهما الثلاثة أثناء مشيهم في الحديقة، ونُقلوا عبر طريق مختلف. نُقلوا من شيامبينو جوًا إلى ميونيخ على متن طائرة نقل من طراز يونكرز يو 52. نظّم رئيس هيلدا الجديد، فيلهلمسون هوتل، عملية هروب تشانو شخصيًا. كان هدف هوتل والاستخبارات الألمانية من عملية تشانو هو الحصول على مذكرات تشانو والوثائق التي تتعلق بالسنوات التي قضاها في قلب المؤسسة السياسية الإيطالية، والتي تخشى الحكومة الألمانية أن تتضمن معلومات إجرامية أو محرجة حول العلاقات بين الحكومتين أو، في الواقع، حول وزير الخارجية الألماني، يواكيم فون ريبنتروب (الذي كان تشانو يكرهه).
افترض تشانو أنه بمجرد وصوله إلى ميونيخ سيكون من السهل ترتيب نقله وعائلته إلى مدريد، وعندما لم يحدث هذا كما كان متوقعًا، عرض على هوتل مذكراته (التي كانت ما تزال مخبأة بأمان في إيطاليا) مقابل تسريع عملية نقل عائلته إلى إسبانيا المحايدة. اعتقد هوتل أن يوميات تشانو ستكون ذات أهمية سياسية كبيرة وأقنع إرنست كالتنبرونر، رئيس مكتب أمن الرايخ الرئيسي، بأن معلومات تشانو يمكن استخدامها لتشويه سمعة وزير الخارجية يواكيم فون ريبنتروب. على الصعيد السياسي، أبلغت أجهزة الأمن هاينريش هيملر، الذي امتلك العديد من الصلاحيات والمسؤوليات المحلية، بأمر المذكرات. اشترك هيملر مع رئيس الأمن، وفي الواقع مع مؤسسة المخابرات الألمانية بأكملها تقريبًا، في كراهية فون ريبنتروب.